# Khloé Kardashian
Khloé Alexandra Kardashian (ur. 27 czerwca 1984 w Los Angeles) — amerykańska osobowość medialna i celebrytka. Sławę zdobyła dzięki udziałowi w reality show: Z Kamerą u Kardashianów (ang.: Keeping Up with the Kardashians), które było emitowane od 2007 do 2021 roku. Sukces tego programu zaowocował powstaniem kilku spin-offów, takich jak Kourtney i Khloé Jadą do Miami (ang.: Kourtney and Khloé Take Miami) (2009–2013) oraz Kourtney i Khloé Jadą do Hamptons (ang.: Kourtney and Khloé Take The Hamptons) (2014–2015). Po zakończeniu „Z Kamerą u Kardashianów” Khloé wraz z rodziną zaczęła występować w nowym serialu The Kardashians na platformie Hulu, który zadebiutował w 2022 roku.
Od września 2009 do grudnia 2016 była żoną koszykarza Lamara Odoma, którego poślubiła zaledwie miesiąc po poznaniu. Para występowała razem w reality show Khloé & Lamar (2011–2012). W 2009 roku Khloé wzięła udział w drugiej edycji programu The Celebrity Apprentice, gdzie zajęła 10. miejsce spośród 16 uczestników, po tym jak została zwolniona przez Donalda Trumpa. W 2012 roku współprowadziła drugą edycję amerykańskiej wersji The X Factor razem z aktorem Mario Lopezem.
Khloé działa razem z siostrami Kourtney i Kim w branży mody i sprzedaży detalicznej. Wspólnie wypuściły kilka kolekcji ubrań i perfum, a także w 2010 roku wydały książkę Kardashian Konfidential. Pracownice ich butiku Dash były bohaterkami krótkiego reality show Dash Dolls (2015).
W 2016 roku Khloé prowadziła swój własny talk show Kocktails with Khloé. Była też gwiazdą i producentką serialu dokumentalnego o tematyce zdrowia i fitnessu Revenge Body with Khloé Kardashian.

## Życiorys
Urodziła się w Los Angeles, jest córką adwokata Roberta Kardashiana i Kris Jenner (z domu Houghton). Ma ormiańskie (po ojcu) oraz holendersko-szkockie (po matce) korzenie. Ma dwie siostry rodzone: Kourtney, Kim i dwie siostry przyrodnie ze strony matki: Kendall i Kylie Jenner oraz brata Roba Kardashiana. Ma również trzech przybranych braci: Burta, Brandona i Brody Jennerów oraz przybraną siostrę Casey Jenner.
Była współwłaścicielką butiku odzieżowego w zachodnim Hollywood DASH. W 2009 roku otworzyła kolejny butik w Miami. Pozostałe butiki znajdowały się w Nowym Jorku oraz w Southampton aż do ich zamknięcia wszystkich sklepów w 2018 roku.
Wzięła udział w kampanii PETA „I'd Rather Go Naked Than Wear Fur”.

## Kariera telewizyjna
Wystąpiła w reality show Z kamerą u Kardashianów. Miała również własne reality show pt. Kourtney i Khloé jadą do Miami oraz Khloé & Lamar.
W 2012 współprowadziła amerykański program X Factor.

### Programy telewizyjne
Wzięła udział w następujących programach telewizyjnych:
| Rok       | Tytuł                               |
| --------- | ----------------------------------- |
| od 2007   | Z kamerą u Kardashianów             |
| 2015      | Dash Dolls                          |
| 2014-2015 | Extra                               |
| od 2015   | I Am Cait                           |
| 2014-2015 | The Insider                         |
| 2014-2015 | Kourtney i Khloé jadą do Hamptons   |
| 2008-2015 | Fashion News Live                   |
| 2015      | Kris                                |
| 2009-2013 | Kourtney i Khloé jadą do Miami      |
| 2012      | The X Factor                        |
| 2011-2012 | Khloé & Lamar                       |
| 2011-2012 | Kourtney i Kim jadą do Nowego Jorku |

## Życie prywatne

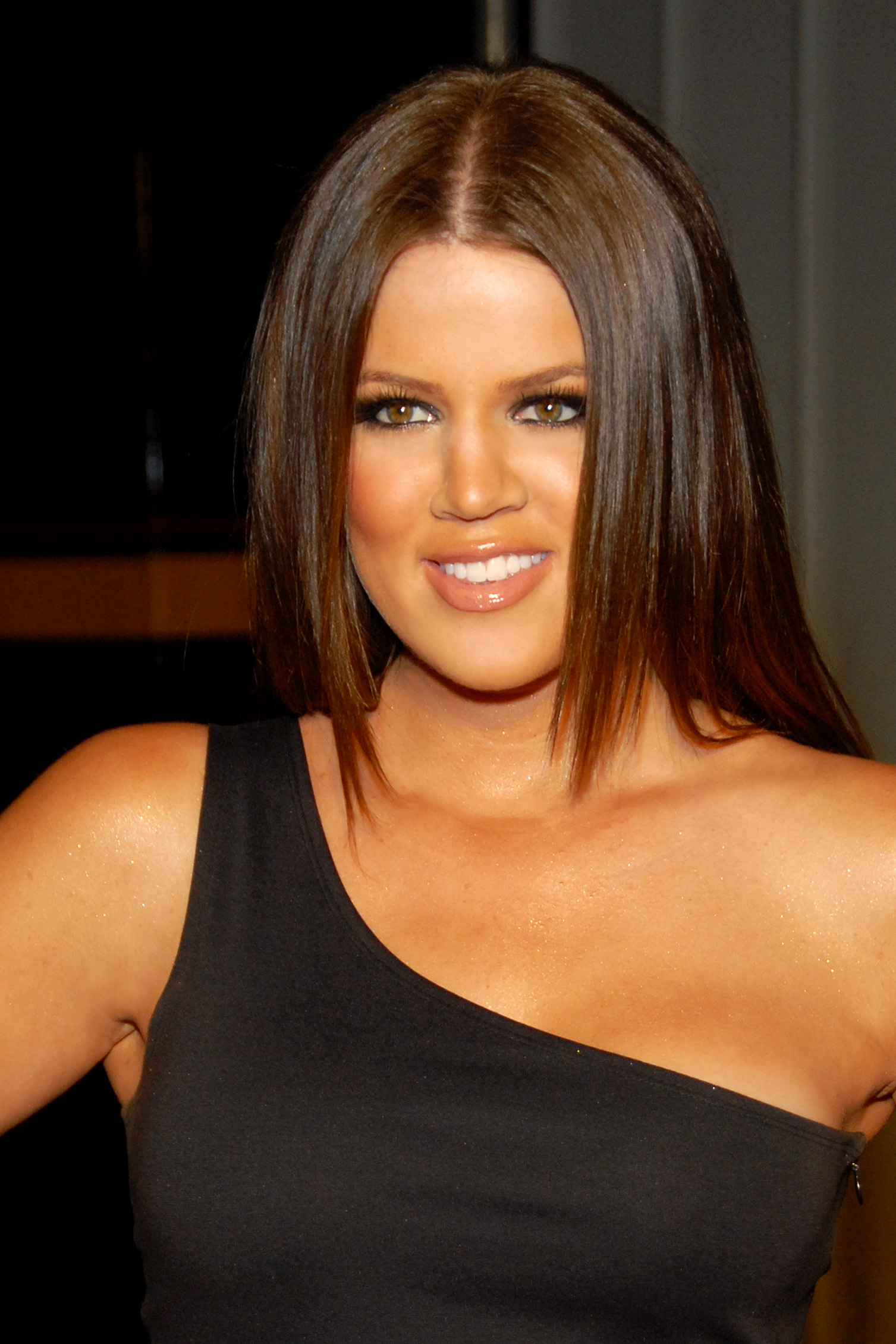
Kardashian podczas jubileuszu „Maxima” w Santa Monica (2009)

W 2001 uległa wypadkowi samochodowemu, w którym doznała wstrząśnienia mózgu, wskutek czego straciła pamięć długotrwałą.
27 września 2009 wyszła za koszykarza Lamara Odoma, który w tym czasie był członkiem Los Angeles Lakers. Pobrali się dokładnie miesiąc po tym, jak spotkali się na przyjęciu dla koleżanki z drużyny Odoma. 13 grudnia 2013, po miesiącach separacji, złożyła pozew o rozwód. Strony złożyły podpisane dokumenty rozwodowe w lipcu 2015, jednak w październiku 2015 Odom został hospitalizowany po tym, jak znaleziono go nieprzytomnego w domu publicznym w Nevadzie, co wstrzymało finalizację rozwodu. Rozwiedli się w grudniu 2016 roku.
Ze związku z koszykarzem Tristanem Thompsonem ma córkę, True (ur. 12 kwietnia 2018). W lutym 2019 para się rozstała z powodu rzekomej zdrady Thompsona. 28 lipca 2022 roku wynajęta surogatka urodziła parze syna o imieniu Tatum.
Popiera uznanie ludobójstwa Ormian, odwiedziła Tsitsernakaberd, miejsce pamięci ofiar w Erywaniu w Armenii.

### Problemy z prawem
4 marca 2007 roku Khloé Kardashian została aresztowana za prowadzenie pojazdu pod wpływem alkoholu.
W grudniu 2011 roku została pozwana przez transpłciową kobietę, która oskarżyła Kardashian oraz dziesięć innych osób o napaść przed klubem nocnym, do której miało dojść w grudniu 2009 roku.
W 2012 roku Khloe Kardashian, wraz z siostrami, została wymieniona w pozwie zbiorowym opiewającym na 5 milionów dolarów, dotyczącym suplementu odchudzającego QuickTrim, który promowały. Pozew został wniesiony w amerykańskim sądzie rejonowym dla południowego dystryktu Nowego Jorku i oskarża Kardashian, producenta produktu — firmę Windmill Health Products, detalicznego sprzedawcę GNC oraz innych uczestników łańcucha sprzedaży i marketingu o wprowadzanie konsumentów w błąd poprzez nieprawdziwe i mylące praktyki reklamowe..